# タクト・シング
タクト・シング（Takht Singh, 1819年6月6日 - 1873年2月13日）は、北インドのラージャスターン地方、ジョードプル藩王国の君主（在位：1843年 - 1879年）。

## 生涯
1819年6月6日、タクト・シングはジョードプル藩王国の一族カラン・シングの息子として、アフマドナガルで生まれた。
1843年9月4日、ジョードプル藩王国の君主マーン・シングが死亡したことにより、タクト・シングが藩王位を継承した。
1873年2月13日、タクト・シングはジョードプルで死亡し、息子のジャスワント・シング2世が藩王位を継承した。